# Дружба (Тернопольская область)
Дру́жба (укр. Дру́жба) — посёлок в Микулинецкой поселковой общине Тернопольского района Тернопольской области Украины.

## География
Ближайшая железнодорожная станция Микулинцы-Струсов находится на расстоянии 1 км.

## История
Ранее Дружба имела статус села под названием Зелёная. В 1963 году получила нынешнее название и статус посёлка сельского типа, с 1986 года — статус посёлка городского типа.
В январе 1989 года численность населения составляла 1724 человек.
По состоянию на 1 января 2013 года численность населения составляла 1860 человек.